# Ron Fenton
Ronald "Ron" Fenton (født 21. september 1940, død 25. september 2013) var en engelsk fodboldspiller (angriber) og senere -træner.
Fenton startede sin karriere hos Burnley, som han var tilknyttet frem til 1962., Han var med til at vinde det engelske mesterskab med klubben i 1960. Senere repræsenterede han også West Bromwich, Birmingham City, Brentford og Notts County.
Fenton var efter sit karrierestop manager for sine tidligere klubber som aktiv, Brentford og Notts County.

## Titler
Engelsk mesterskab
- 1960 med Burnley